# Cyclosorus fraxinfolius
Cyclosorus fraxinfolius là một loài thực vật có mạch trong họ Thelypteridaceae. Loài này được Ching & K.H. Shing mô tả khoa học đầu tiên năm 1991.